# ماورو دي برناردو
ماورو دي برناردو (بالإيطالية: Mauro Di Bernardo)‏ (24 مارس 1956 في إيطاليا - ) هو لاعب كرة طائرة إيطاليا. شارك في الألعاب الأولمبية الصيفية 1980.

## وصلات خارجية
- ماورو دي برناردو على موقع دوري الدرجة الأولى الإيطالي للكرة الطائرة - رجال (الإيطالية)
- ماورو دي برناردو على موقع أوليمبيديا (الإنجليزية)